# Gérard Defois
Gérard Denis Auguste Defois (* 5. Januar 1931 in Nueil-sur-Layon, Département Maine-et-Loire, Frankreich) ist ein französischer katholischer Theologe und emeritierter Bischof von Lille.

## Leben
Gérard Defois empfing am 11. Oktober 1956 die Priesterweihe und wurde in den Klerus des  Bistums Angers inkardiniert. Von 1977 bis 1984 war er Generalsekretär der französischen Bischofskonferenz. Von 1984 bis 1990 war er Rektor der Katholischen Universität Lyon.
Papst Johannes Paul II. ernannte ihn am 26. Juli 1990 zum Koadjutorerzbischof von Sens. Die Bischofsweihe spendete ihm der Erzbischof von Lyon, Albert Kardinal Decourtray, am 6. Oktober desselben Jahres; Mitkonsekratoren waren Eugène-Marie Ernoult, Erzbischof von Sens, und Jean Orchampt, Bischof von Angers.
Nach dem Rücktritt von Eugène-Marie Ernoult folgte er diesem am 21. Dezember 1990 im Amt des Erzbischofs von Sens nach. Am 4. September 1995 wurde er zum Erzbischof von Reims ernannt. Am 2. Juli 1998 wurde er zum Bischof von Lille ernannt, verbunden mit dem Titel eines Erzbischofs ad personam.
Am 1. Februar 2008 nahm Papst Benedikt XVI. sein aus Altersgründen vorgebrachtes Rücktrittsgesuch an.